# Cmentarz Poległych w Radzyminie
Cmentarz Poległych w Radzyminie (tzw. Nowy Cmentarz) – zabytkowy cmentarz administrowany przez parafię Przemienienia Pańskiego w Radzyminie, miejsce pochówku żołnierzy polskich poległych w bitwie pod Radzyminem oraz żołnierzy wojny obronnej 1939 i organizacji konspiracyjnych lat 1939–1944.
Cmentarz wpisany jest do rejestru zabytków (nr 1321 z 11.10.1988). Jest jednym z miejsc obchodów rocznicowych Bitwy Warszawskiej. Spoczywa tu znany aktor komediowy Wojciech Pokora i przedsiębiorca Tadeusz Gołębiewski.